# St. Pankraz (Karlstein)
St. Pankraz ist eine römisch-katholische Wallfahrtskirche in Bad Reichenhall. Sie steht auf dem Pankrazfelsen im Ortsteil Karlstein und wird im Volksmund Pankrazkirche bzw. Pankrazkircherl genannt. 
St. Pankraz ist als Baudenkmal in die Bayerische Denkmalliste eingetragen und – neben Burg Gruttenstein – eines von zwei „landschaftsprägenden Baudenkmälern“ in Bad Reichenhall.

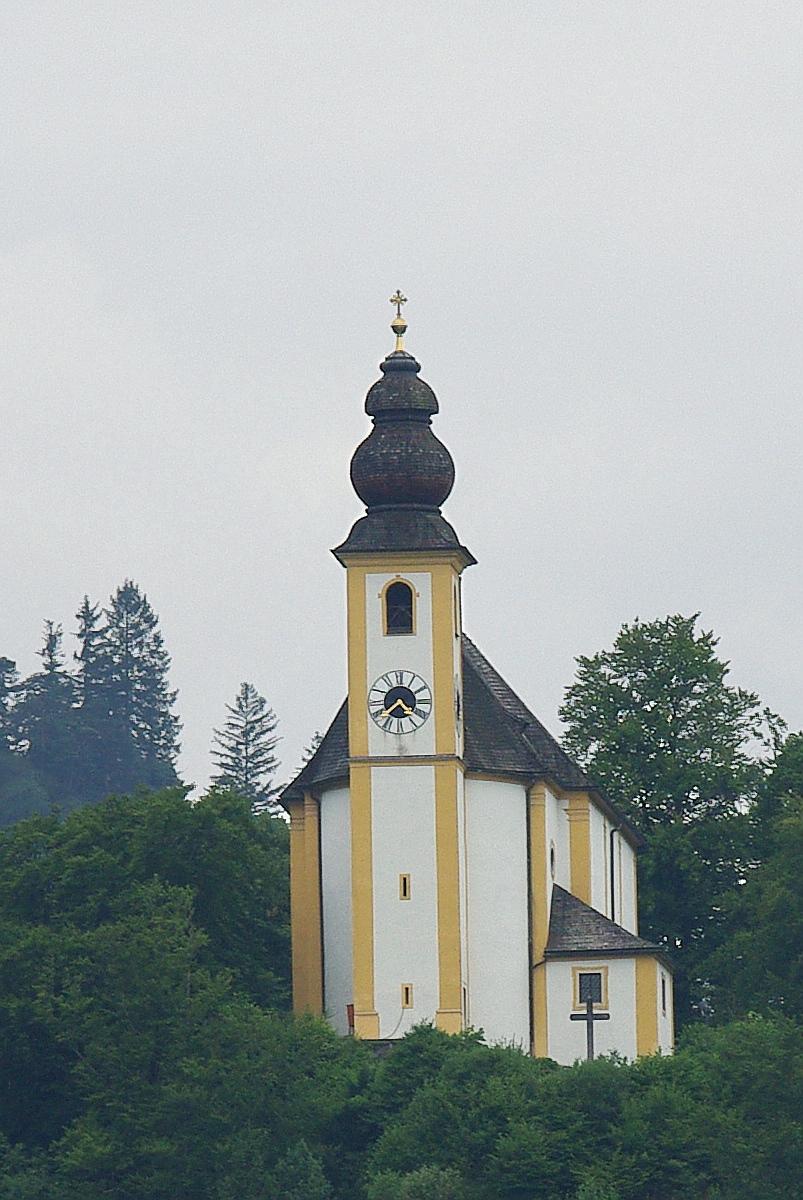
Ansicht von Osten

## Lage
Die Kirche steht 145 Meter über dem Talgrund auf dem Pankrazfelsen, welcher der Burgruine Karlstein vorgelagert ist. Sie ist aus nördlicher Richtung von der Schmalschlägerstraße über einen Weg mit 264 Stufen erreichbar.
An der Nordflanke des Felsens, direkt unterhalb der heutigen Kirche, fanden sich zahlreiche Wohnstätten aus der Bronze- und Urnenfelderzeit, die Teil der vorgeschichtlichen Siedlungsplätze von Karlstein sind. Auf dem Haiderburgstein, der sich nordöstlich der Kirche St. Pankraz erhebt, konnten ebenfalls Wohnstätten der Bronze- und Urnenfelderzeit nachgewiesen werden. Vermutlich war zu dieser Zeit auch der Bereich der heutigen Kirche besiedelt. Da das Areal jedoch im Mittelalter überbaut wurde, fehlen archäologische Nachweise. Zwischen Kirche und Haiderburgstein lag zudem ein Friedhof aus der Urnenfelderzeit.

## Geschichte

### Vorgeschichte
Kirchliche Kultgebäude wurden erstmals 1130 im heutigen Karlstein erwähnt. Erzbischof Konrad I. von Salzburg stiftete für die von ihm geweihte Kirche St. Georg in Kirchberg ein Lehengut beim Kirchberg. Nach dem Verschwinden des Gebäudes wurde ihr Patrozinium im 16. Jahrhundert in das zuvor dem hl. Martin gewidmete Nonner Kirchlein übertragen. Die ebenfalls verschwundene Burgkapelle der Burgruine Karlstein war dem Patrozinium des hl. Andreas anvertraut. Dafür scheint der Einfluss Salzburgs und der Grafen von Peilstein maßgebend gewesen zu sein.

### Kirchenpatron
Am 1. August 1427 erklärte Erzbischof Eberhard IV. von Salzburg, dass man die Weihe der Pankrazkirche auf der Burg Karlstein am Alexiustag (17. Juli) zu feiern pflegt. Seitdem ist St. Pankraz als Kirchenpatron urkundlich nachweisbar. Im 15. Jahrhundert kam das Pankrazkirchlein in den Genuss verschiedener frommer Stiftungen. Die Bürgerseheleute Wilhelm und Margret Sprengel schenkten 1450 zwei Tagwerk Wiese bei Reichenhall, 1485 verkaufte Ritter Hanns von Haslang zu Moosen der St. Pankrazkirche fünf Gulden jährliche Gilt aus seinem Turm Rutzenlachen in Reichenhall. 1487 wurde diese Rente gegen eine Zahlung von 100 Gulden wieder abgelöst. Ab 1672 betrieb Propst Bernhard II. im Sommer die Stiftung einer Wochenmesse. Obwohl die Kirche zu diesem Zeitpunkt längst zu klein wurde, war sie das Ziel vieler Wallfahrten. Kreuzgänge „in großer Zahl“ kamen jährlich aus Inzell, Unken, Lofer, Piding und Anger, aber auch Einzelpersonen aus Salzburg und Berchtesgaden. Noch heute erinnern zahlreiche Votivbilder an die einst blühende Wallfahrt.

### Neubau

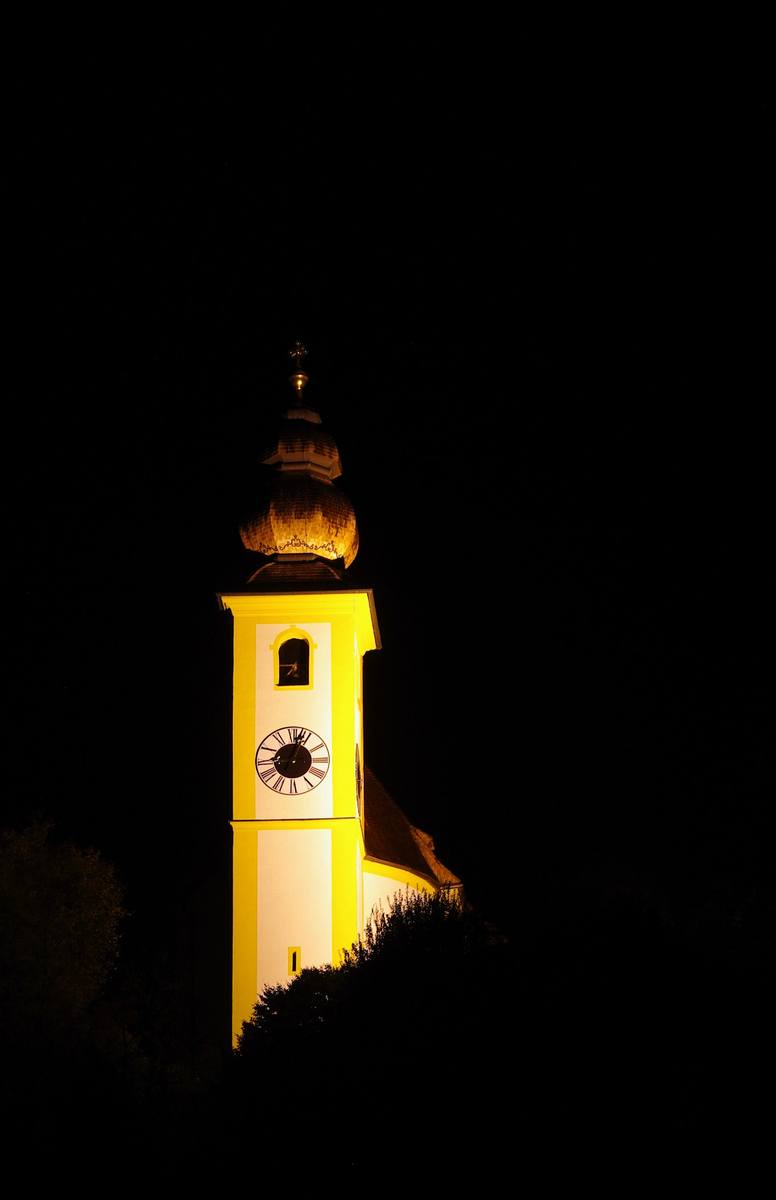
St. Pankraz bei Nacht

Die Spenden der Wallfahrer und die Wirtschaftskraft des Stiftes St. Zeno erlaubten 1687–1689 einen Neubau. Mitte August 1686 besichtigte der welsche Pau= oder Maurermaister Lorenzo Sciascia aus Graubünden die bisherige Kirche. Auf den von ihm am 2. September abgegebenen Kostenvoranschlag zum Abbruch der alten und zur Errichtung der neuen Kirche einschließlich Zimmerer-, Glaser- und Schlosserarbeiten erhielt er den Auftrag zum Neubau der Kirche. Für den Bau wurden die Schwierigkeiten der Materialversorgung durch die Errichtung eines eigenen Aufzuges überwunden. Am 7. Juli 1689 war der Bau soweit vollendet, dass man in ihm Gottesdienste feiern konnte. In den folgenden Jahren wurde die Inneneinrichtung fertiggestellt. Die Altäre werden dem Reichenhaller Bildhauer Johann Schwaiger (1657–1734), einem Schüler des Salzburger Meisters Wilhelm Weissenkirchner, die Fassung dem Reichenhaller Maler Martin Pöck zugeschrieben. Ob das ursprüngliche Wallfahrtsbild verschwunden ist oder von Schwaiger barockisiert wurde, ist nicht geklärt. 1748 wurde noch ein Kreuzweg eingesetzt und von P. Jucundian Lechner geweiht. 
Anfang des 19. Jahrhunderts wäre die Kirche fast ein Opfer vorschneller Entscheidungen geworden. Der seit 1815 amtierende Reichenhaller Dekan wollte sie wegen angeblicher Baufälligkeit abbrechen lassen. Nur der Hartnäckigkeit der Karlsteiner Bauern, die sich ganz entschieden gegen den Abbruch ihrer Kirche wehrten, ist es zu verdanken, dass eine Untersuchungskommission abgeordnet wurde. Diese Kommission konnte keine Baufälligkeit feststellen und der Abbruch unterblieb. Im 19. Jahrhundert war St. Pankraz die reichste Kirche im ganzen Dekanat (1880: 225.266 Goldmark) und wurde deshalb auch häufig für alle anderen Kirchen in Form von Darlehen herangezogen.
Im Juli 1973 wurde St. Pankraz von Kirchenräubern heimgesucht, die zahlreiche wertvolle Kunstwerke entwendeten. 1981/82 erfolgte unter Stadtpfarrer Helmut Eisele eine umfassende Renovierung.

## Beschreibung

### Äußeres

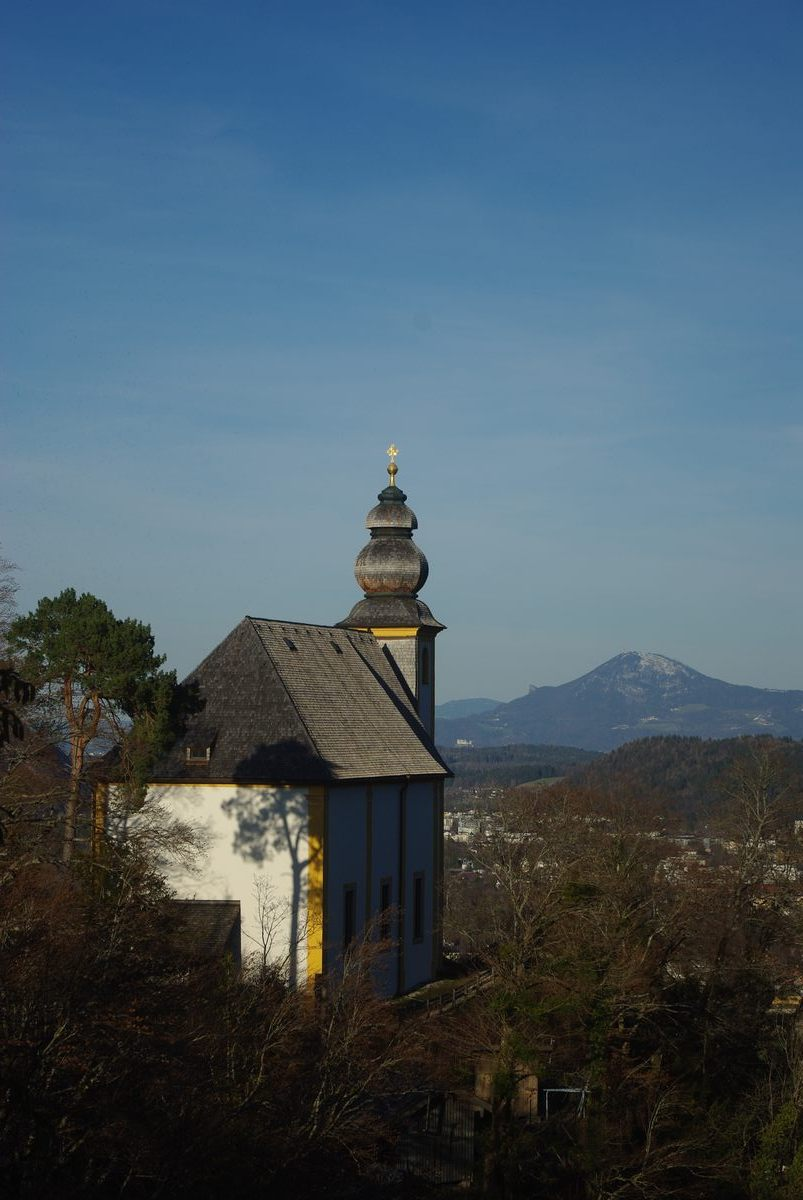
Ansicht von Westen

Die St.-Pankraz-Kirche ist eine einfache barocke Saalkirche mit eingezogenem, halbrund geschlossenem Chor. Im Norden und Süden hat sie drei rechteckige Fenster mit Marmorumrandung, die Wände werden durch gemalte Pilaster gegliedert. Als Lichtquelle für den Chor dienen im Norden querliegende Ochsenaugen, der Sakristeibau darunter hat je ein Fenster nach Norden und Osten. Östlich am Chorschluss ist der Kuppelturm nach Salzburger Typ mit doppelt abgesetzter Zwiebelhaube und einer Gliederung durch gemalte Pilaster in allen Geschossen angebaut. Alle Dächer sind mit Holzschindeln gedeckt. Die Fassade ist einfach gehalten und mit gemalten Eckpilastern und Gesimsen verziert. Das Marmorportal hat einen gebrochenen Giebel, in dessen Mitte befindet sich auf einem Postament eine Kugel.

### Inneres
Das Langhaus hat drei Joche, der Chor eines. Das Tonnengewölbe ruht auf schmalen Wandpfeilern und einem kräftigen Gesims, das im Chorbereich doppelt abgesetzt ist. Die Gliederung der Gewölbe durch die Gurtbögen und die Gesimse sind durch ein Ockergelb stark überbetont. In der Chorapsis steht der Hochaltar, im Chorbogen die beiden Seitenaltäre. An der Nordwand des Langhauses ist eine Kanzel angebracht. Die Orgelempore ruht auf zwei Holzsäulen mit hohen Sockeln.

## Ausstattung

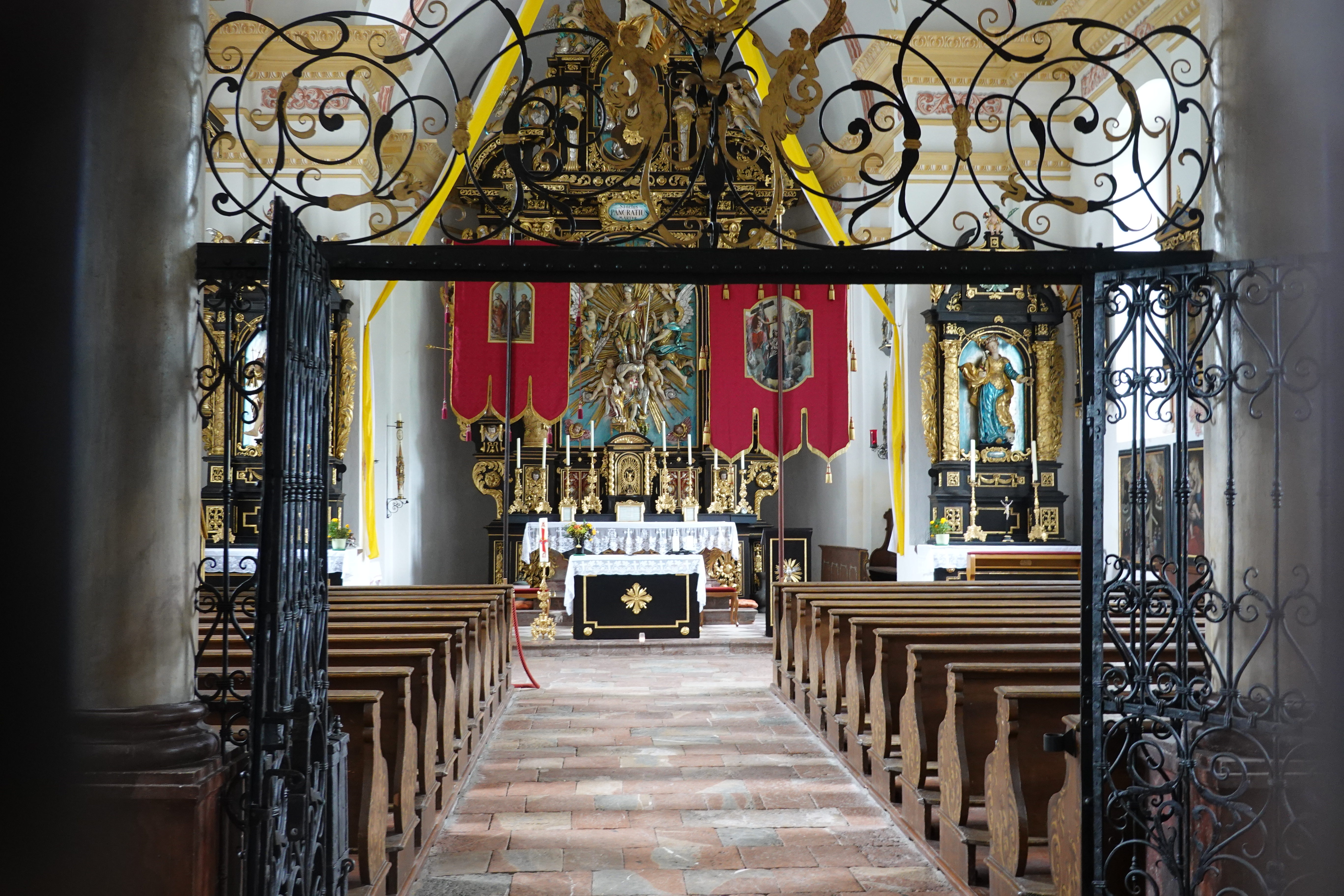
Innenansicht

Die wesentlichen Teile der Ausstattung sind ein prunkvoller Hochaltar von 1690, etwas spätere Seitenaltäre und eine weit ausladende Kanzel des Reichenhaller Bildhauers Johann Schwaiger. Die Altäre sind Musterbeispiele für den Salzburger Altartypus mit schwarzer Architektur, farbigen Figuren und vergoldetem Zierrat. Der Hauptaltar trägt im Mittelteil die Figur des Kirchenpatrons in voller Rüstung mit Lanze und Schild, flankiert von den beiden Mitpatronen mit ihren Attributen, dem hl. Kaiser Heinrich zur Rechten und dem hl. Alexius zur Linken. Im Chorraum finden sich vier Bilder mit Darstellungen von Judith, Ester, David und König Salomon. Dort hängen auch zwei Fahnen für die Prozessionen, eine mit den heiligen Pancratius, Heinrich und Alexius, die zweite mit Sebastian, Magdalena, Alexius und rückseitig Pancratius. Der rechte Seitenaltar ist der hl. Magdalena gewidmet, der linke dem Pestpatron Sebastian. Zwischen den Seitenaltären hängt ein mächtiges Chorkreuz von 1700. Die Kanzel trägt auf dem Schalldeckel die zwei Steintafeln mit dem Willen Gottes, von Wolken und Strahlen umgeben. Über dem Prediger schwebt der Hl. Geist in Gestalt der Taube, an der Brüstung sind in vier Feldern die Evangelisten auf Leinwand gemalt. Der Chorstuhl und das Hauptgestühl sind einfach gehalten, die Wangen bemalt. 
Der über die ganze Kirche verteilte Kreuzweg mit geschnitzten Rahmen stammt von 1748.
An der Nordwand hängt ein Votivbild mit der Mutter Gottes und dem hl. Albert, darunter Kranke und Sterbende, unter der Kanzel ein Bild des hl. Petrus in einfachem Rahmen, daran anschließend eine Anna selbdritt mit Hl. Geist. Auf einem Votivbild von 1693 an der Südwand im ersten Joch ist Maria als Schutzmantelmadonna dargestellt, ihr zur Seite der hl. Benedikt und der hl. Pancratius. Am Pfeiler ist das Innsbrucker Gnadenbild (original von Lucas Cranach) angebracht, in der Ecke der hl. Martin. Im ersten von zwei Gemäldezyklen in den Zwickeln über den Fenstern sind das Sterben des Menschen, sein Gericht, die Anbetung der Dreifaltigkeit und die Verdammung in der Hölle darstellt. Der zweite Zyklus zeigt das Marienleben mit der Immaculata, Maria mit Kind, den hl. Josef und Johannes, Benedikt und Scholastika sowie die Krönung der Gottesmutter. Die Kirche besitzt noch 44 weitere Votivbilder und Votivtafeln in verschiedensten Größen, das älteste in der Sakristei von 1672, alle anderen aus der Zeit von 1698 bis 1810 unter der Orgelempore.
Das Weihwasserbecken ist aus Marmor mit ovaler Schale und gegliedertem Unterbau.
In der Kirche stehen zwei Glocken, die älteste (noch aus der alten Kirche) neben dem Hochaltar um 1400, die zweite unter der Orgelempore 1689 von Andreas Gartner aus Salzburg gegossen. Sie sind dem Altarsakrament und der Maria gewidmet.
Die Orgel von 1950 in altem Gehäuse hat sieben Register und stammt von dem Orgelbauer Julius Zwirner aus München.
Das Geläut aus drei Glocken im Kirchturm wurde von der Glockengießerei Johann Hahn, Landshut gegossen, die zwei kleineren Glocken im Jahr 1955, die große 1961 als Ergänzung der beiden zu einem Dreiergeläut.
| Glocke | Name         | Durchmesser | Gewicht | Schlagton |
| ------ | ------------ | ----------- | ------- | --------- |
| 1      | Maria        | 878 mm      | 383 kg  | a′+9      |
| 2      | Pankraz      | 810 mm      | 307 kg  | h′-1      |
| 3      | Sterbeglocke | 605 mm      | 130 kg  | e″-1      |

## Umgebung
Auf dem Weg zur Kirche befinden sich ein Kreuz mit der schmerzhaften Muttergottes, eine Lourdesgrotte, eine Figur des Pestpatrons St. Rochus und eine Ölberggruppe. Am östlichen Ende des Felssporns, auf dem sich die Kirche befindet, steht ein Kreuz mit der Inschrift Gott und der Wissenschaft zum Dank mit Wappen.

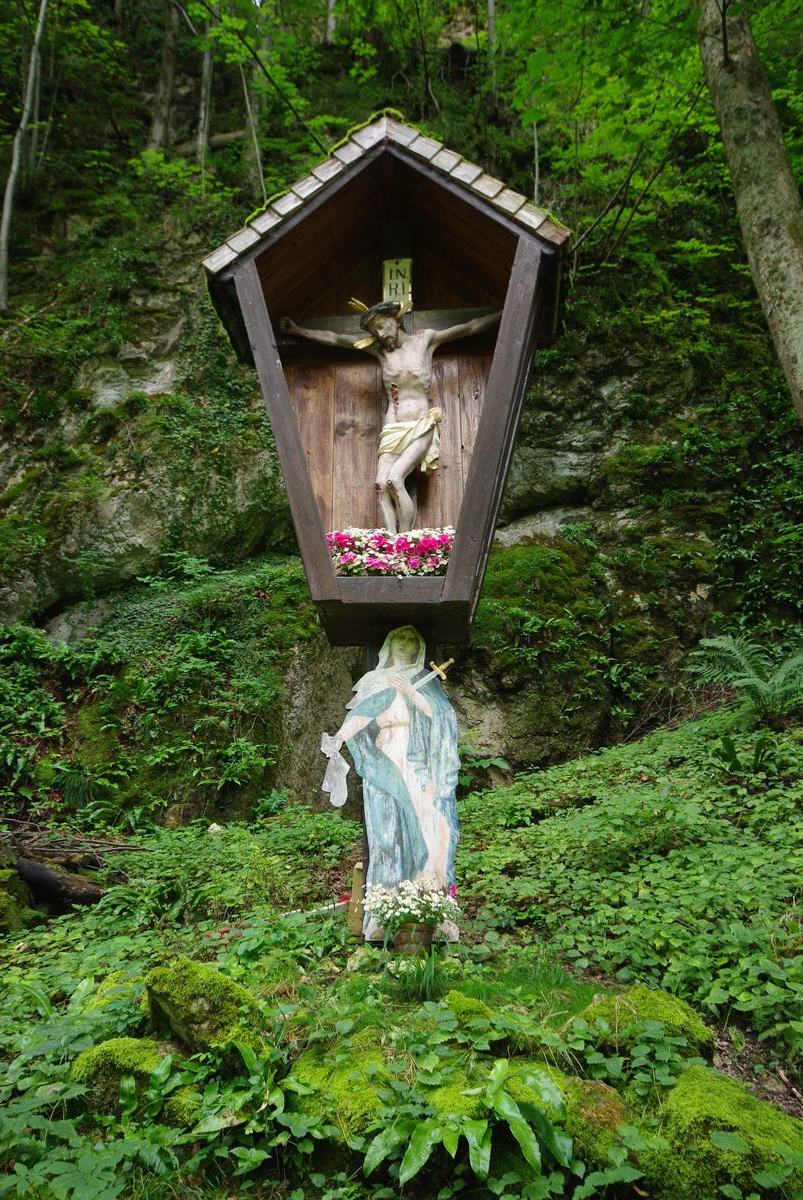
Wegkreuz mit der schmerzhaften Muttergottes
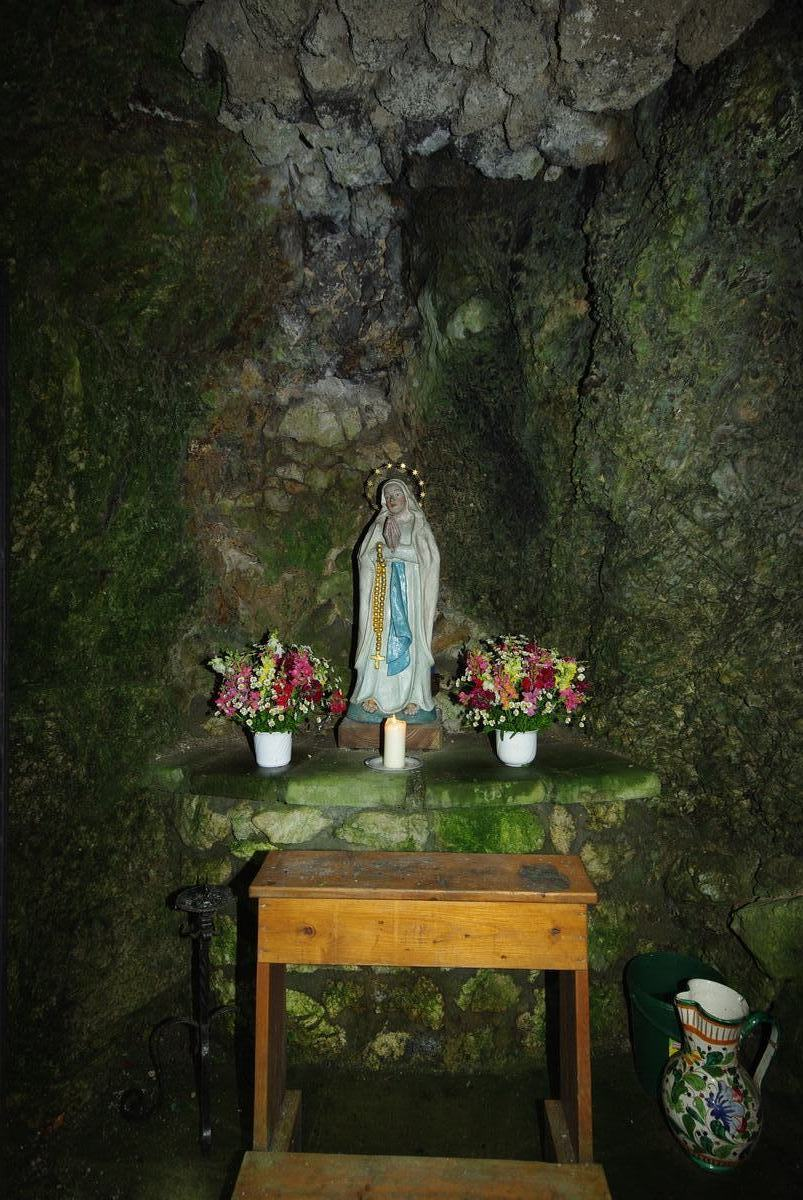
Lourdesgrotte
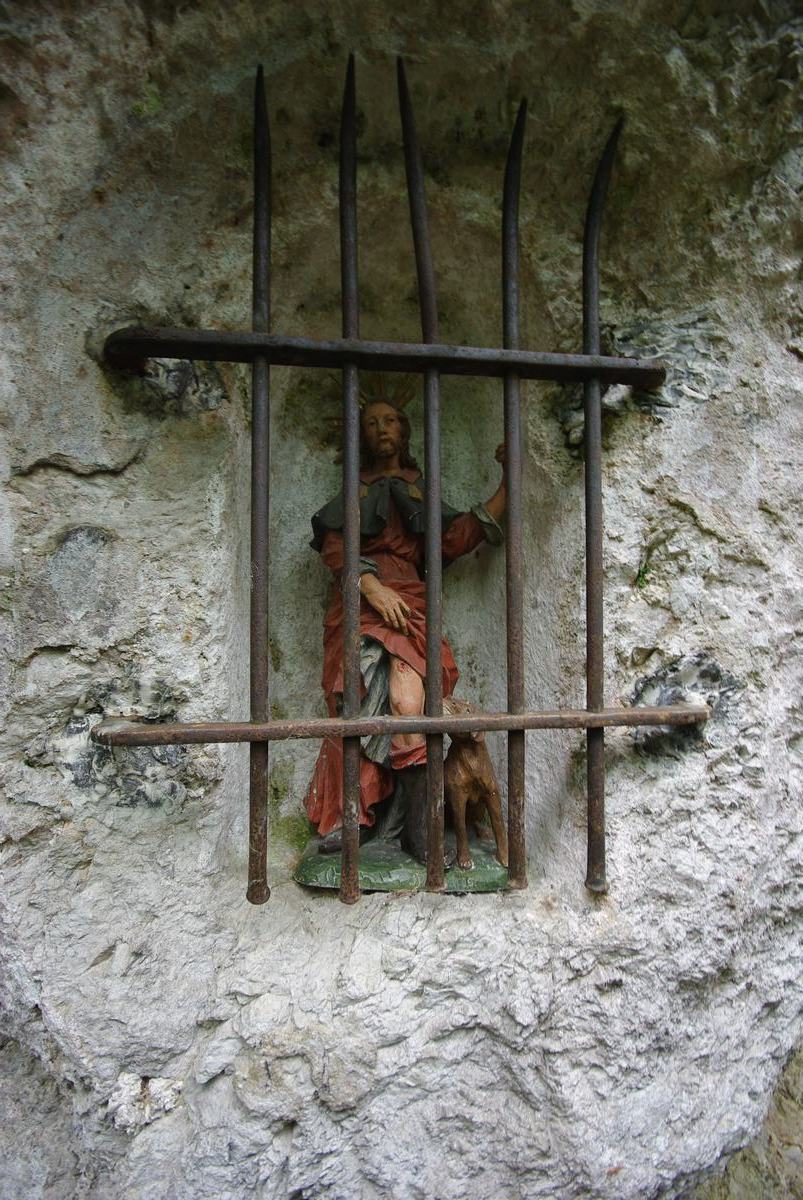
Pestpatron St. Rochus
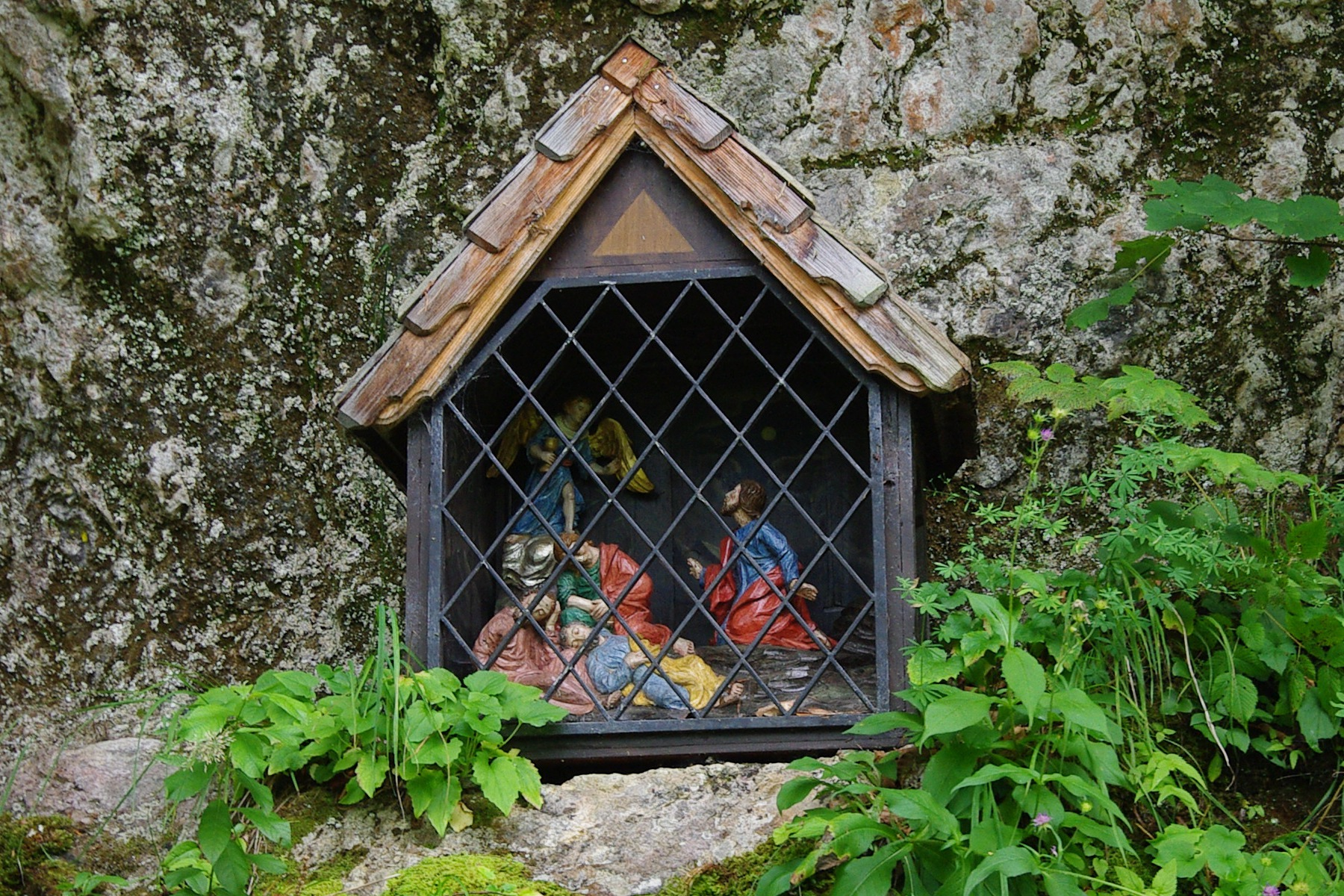
Ölberggruppe

## Heutige Nutzung
St. Pankraz wird von der im Juli 2012 neu gegründeten katholischen Stadtkirche Bad Reichenhall betreut. Aufgrund des Priestermangels und der schlechten Erreichbarkeit werden in St. Pankraz nur noch selten Messen gehalten. In der Regel sind dies noch das Patrozinium, Erntedank, Maiandacht und im Wechsel mit St. Georg in Nonn die Christmette. Selbst Hochzeiten und Taufen kommen kaum noch vor.